# Earl Sponable
Earl Ira Sponable (* 18. September 1895 in New York City, Vereinigte Staaten; † 16. November 1977 in Lake Placid, New York) war ein US-amerikanischer Tontechniker und Filmemacher.

## Leben und Wirken
Earl Sponable schloss 1916 ein Chemiestudium an der Cornell University mit einem Bachelor-Grad ab. Anschließend unternahm er zahlreiche Technikstudien und stieß in den 1920er Jahren zur Filmentwicklung. Als Assistent des Chemikers, Physikers und Erfinders Theodore Case war Sponable ab 1922 an der Forschung und Entwicklung von Tonfilm beteiligt. Wenige Jahre später unternahm Earl Sponable erste eigene filmische Experimente, die in zumindest zwei kurzen, dokumentarisch gehaltenen und von ihm inszenierten Filmen mündeten.
Von 1926 bis 1962 stand Sponable schließlich im Dienst der Twentieth Century Fox als deren Filmchemiker, Chefingenieur und final auch als Leiter der Forschungsabteilung. Hier war er in Zusammenarbeit mit seinen Kollegen auch an der Entwicklung des CinemaScope-Verfahrens beteiligt, das unter anderem bei dem Bibelfilm Das Gewand Anwendung fand. Für diese Entwicklungsleistung erhielt Earl Sponable 1954 gemeinsam mit dem Franzosen Henri Chrétien und seinen Centfox-Kollegen Lorin Grignon, Sol Halprin, Herbert Bragg und Carl Faulkner einen Technik-Oscar. Sponable meldet auch mehrere Patente an, unter anderem auf eine Zange zum Ausstanzen von Markierungen in Filmmaterial. Sponable wurde 1962 gemeinsam mit F. D. Leslie, R. D. Whitmore, A. A. Alden und James B. Gordon sowie mit Herbert E. Bragg mit einem Academy Scientific & Engineering Award ausgezeichnet „for a system of decompressing and recomposing CinemaScope pictures for conventional aspect ratios“ („für ein System zur Dekomprimierung und Neuzusammenstellung von CinemaScope-Bildern für herkömmliche Seitenverhältnisse“).

## Filmografie
- 1925: Gus Visser and His Singing Duck (Kurzfilm-Regie)
- 1928: Ben Bernie and His Orchestra (Kurzfilm-Regie)
- 1934: The First World War (Dokumentarfilm, Ton)
- 1953: Das Gewand (Entwicklung der CinemaScope-Technik)